# Nocna kawiarnia
Nocna kawiarnia (hol. Het nachtcafé, ang. The Night Café in the Place Lamartine in Arles lub The Night Café) – obraz Vincenta van Gogha namalowany we wrześniu 1888 podczas pobytu artysty w miejscowości Arles. Obraz znajduje się obecnie w Galerii Sztuki Uniwersytetu Yale; nr kat. F 463, JH 1575). Istnieje również wersja akwarelowa, powstała w tym samym czasie, znajdująca się obecnie w kolekcji Hahnloserów (Nr kat. F 1463, JH 1576).

## Historia
Obraz został namalowany podczas pobytu w Arles i zatytułowany po francusku jako Le Café de nuit; tytuł widnieje na obrazie pod podpisem twórcy z prawej strony u dołu. Kawiarnia Café de la Gare, położona była przy 30 Place Lamartine. Nad kawiarnią znajdowało się mieszkanie wynajmowane przez van Gogha. Lokal prowadzili Joseph-Michel i jego żona Marie Ginoux, która pozowała Van Goghowi i Gauguinowi w listopadzie 1888 do serii obrazów zatytułowanych „Arlezjanka”.
W liście do brata Theo z 6 sierpnia 1888 van Gogh wyraził zamiar namalowania wnętrza kawiarni:
Dziś prawdopodobnie zacznę malować wnętrze kawiarni, w której wynajmuję pokój, z gazowymi lampami, wieczorem. Jest to, jak ją tu nazywają, „nocna kawiarnia” (ci co są tu dość często), otwarta przez całą noc. „Nocne typy” mogą tu dostać schronienie, kiedy nie mają pieniędzy na wynajęcie pokoju, albo są zbyt pijani, żeby ich przyjąć.
Na początku września 1888 przez trzy kolejne noce van Gogh przesiadywał w kawiarni, malując obraz, i spał w ciągu dnia.
Po jego śmierci obraz znalazł się w posiadaniu szwagierki Johanny, która w kwietniu 1907 sprzedała go Bernheim-Jeune Art Gallery w Paryżu. W 1908 obraz nabył Iwan Morozow z Moskwy, a w 1933 lub 1934 Stephen C. Clark z Nowego Jorku. W 1961 obraz znalazł się jako spadek po nim w posiadaniu Galerii Sztuki Uniwersytetu Yale w New Haven.

## Opis
Obraz przedstawia wnętrze kawiarni. Na dalszym planie widoczne są drzwi wejściowe, częściowo przysłonięte kurtyną oraz korytarz prowadzący przypuszczalnie do pokoi prywatnych. Przy ustawionych pod ścianami stolikach siedzi pięciu klientów. Przy stole bilardowym, ustawionym niemal pośrodku kawiarni, stoi ubrany na biało kelner, patrzący w kierunku widza.
Artysta malując obraz użył żywych, kontrastujących kolorów: sufit jest zielony, wyższe partie ścian – czerwone, a płonące, gazowe lampy i podłoga – żółte. Farba jest położona grubo, a linie oznaczające podłogę zbiegają się w głębi przy drzwiach, wyznaczając tym samym perspektywę obrazu skierowaną nieco ku dołowi, ku podłodze. Czerwień i zieleń ścian i sufitu kawiarni stanowią przygnębiającą kombinację. Groźny wygląd mają lampy ze swym pomarańczowo-zielonym blaskiem. Obraz wywołuje u widza uczucie opuszczenia i rozpaczy.
Szczegółowy opis obrazu i jego ideowe przesłanie zawarł van Gogh w kolejnych listach do brata:
Próbowałem wyrazić te straszliwe ludzkie namiętności za pomocą czerwieni i zieleni. Pomieszczenie jest krwistoczerwone i ciemnożółte z zielonym bilardowym stołem pośrodku; są tu cztery cytrynowożółte lampy z pomarańczową i zieloną poświatą. Wszędzie tu jest sprzeczność i kontrast najbardziej obcych [sobie] czerwieni i zieleni, w figurach małych, śpiących chuliganów, w ponurym, pustym pomieszczeniu, w fiolecie i błękicie. Na przykład krwista czerwień i żółta zieleń stołu bilardowego kontrastuje z miłą i łagodną zielenią lady w stylu Ludwika XV, na której stoi różowy bukiet kwiatów. Biały strój gospodarza, stojącego czujnie w kącie tego piekła, połyskuje to cytrynowo-żółto, to jasnozielono. Maluję właśnie z tego akwarelę, którą wyślę ci jutro, żebyś miał o tym jakieś pojęcie.
W moim obrazie usiłowałem wyrazić przesłanie, że kawiarnia to miejsce, gdzie można się zrujnować, zwariować lub popełnić zbrodnię. Próbowałem więc wyrazić to tak jak było, te siły ciemności w podłym, publicznym lokalu, za pomocą łagodnej zieleni i malachitu w stylu Ludwika XV, kontrastującej z barwami żółto-zieloną i surową, błękitno-zieloną, a wszystko to w atmosferze bladej żółci siarkowej, jakby z piekła rodem.

## Komentarze krytyki
Obraz został nazwany jednym z arcydzieł van Gogha i jednym z jego najsłynniejszych dzieł.
W przeciwieństwie do typowych prac impresjonizmu artysta nie prezentuje neutralnej postawy w stosunku do świata czy zwyczaju cieszenia się pięknem natury lub chwili. Malowidło to jest przykładem zastosowania przez van Gogha czegoś, co on sam określał jako „kolor sugestywny” lub nieco później, jako „kolor arbitralny”, przy pomocy którego nasycił swoje prace własnymi emocjami, typowymi dla czegoś, co później nazwano ekspresjonizmem.

## Nocna kawiarniaPaula Gauguina

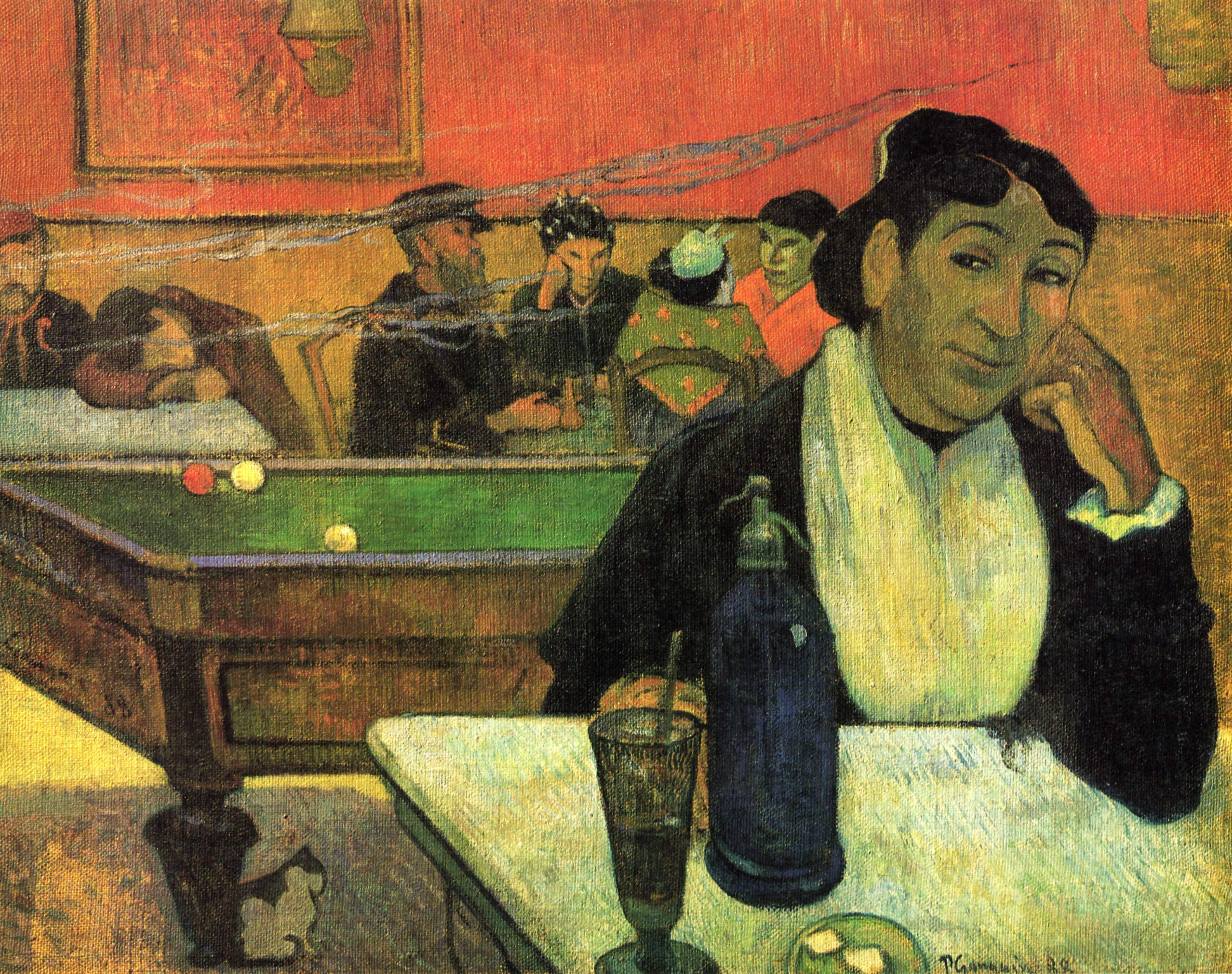
Nocna kawiarnia Paula Gauguina

Przyjaciel van Gogha, Paul Gauguin wkrótce po przybyciu do Arles namalował własną wersję Nocnej Kawiarni. W centrum obrazu umieścił on współwłaścicielkę lokalu, Marie Ginoux. 
Atmosfera tych dwóch obrazów jest całkowicie różna. O ile w wersji van Gogha dominuje izolacja i rozpacz, o tyle dzieło Gauguina jest bardziej ożywione. To różne rozłożenie akcentów może wyrażać osobowości obu artystów: bardziej towarzyski i otwarty Gauguin stworzył nastrój pogodniejszy i tętniący życiem, podczas gdy van Gogh, owładnięty własną izolacją i wewnętrznymi rozterkami wybrał środowisko bardziej niespokojne.
Obraz Gauguina znajduje się obecnie w zbiorach Muzeum Sztuk Pięknych im. Puszkina w Moskwie.